# Meurtre de Zainab Ansari
 (janvier 2023).
Zainab Amin Ansari (c. 2010 - janvier 2018) était une fillette pakistanaise de sept ans qui a été enlevée dans sa ville natale de Kasur, au Pendjab, alors qu'elle se rendait à des cours de récitation du Coran le 4 janvier 2018. Son corps a été retrouvé jeté cinq jours plus tard dans une décharge près de la ville de Lahore le 9 janvier 2018; un rapport d'autopsie a révélé qu'elle avait été largement violée et torturée avant d'être étranglée à mort. Son violeur et meurtrier, Imran Ali, 24 ans, a été arrêté et identifié comme un tueur en série responsable d'au moins sept viols et meurtres de filles prépubères dans la région.
Le meurtre d'Ansari a suscité des protestations et une indignation généralisées dans tout le Pakistan, et a finalement conduit à l'adoption de la première loi nationale pakistanaise sur la sécurité des enfants, connue sous le nom de Zainab Alert Bill (similaire au système d'alerte AMBER aux États-Unis ). Le projet de loi stipule que toute personne reconnue coupable d'abus sur enfants encourt une peine minimale obligatoire d'emprisonnement à perpétuité et stipule également l'engagement d'une action en justice contre tout responsable de l'application des lois qui retarde inutilement l'enquête sur de tels cas dans les deux heures suivant la disparition d'un enfant.